# Phosphatidyléthanolamine
Une phosphatidyléthanolamine (PE), appelée aussi céphaline (car cette molécule est surtout présente dans la substance blanche du cerveau), est un phosphoglycéride constitutif des membranes biologiques, au même titre que les phosphatidylcholines, ou lécithines. Les phosphatidyléthanolamines sont formées d'un résidu de glycérol estérifié par deux acides gras et un résidu de phosphoéthanolamine.  Elles sont synthétisées par addition de CDP-éthanolamine à des diglycérides avec libération d'une molécule de CMP. La S-adénosylméthionine peut méthyler par la suite l'amine des éthanolamines pour donner des phosphatidylcholines. On les trouve essentiellement dans le feuillet intérieur (cytoplasmique) de la bicouche lipidique des membranes plasmiques.